# Brayden Schenn
Brayden Schenn (Saskatoon, Saskatchewan, 22 de agosto de 1991), apodado Schenner, es un jugador profesional canadiense de hockey sobre hielo que se desempeña en la posición de centro en St. Louis Blues, equipo de la National Hockey League (NHL).

## Carrera
Fue seleccionado en la primera ronda en la NHL Entry Draft de 2009. Hizo su debut profesional con el equipo Los Angeles Kings, en el cual jugó dos temporadas (2009-2011), después pasó a Philadelphia Flyers (2011-2017), luego a St. Louis Blues, donde lleva jugando siete temporadas.